# Madridska stolnica
Madridska stolnica (Santa Maria la Real de La Almudena) je katoliška stolnica v Madridu, v kateri je sedež rimskokatoliške nadškofije Madrid. Posvetil jo je papež Janez Pavel II. leta 1993.
Ko se je prestolnica Španije leta 1561 preselila iz Toleda v Madrid, je sedež Cerkve v Španiji ostal v Toledu in novo glavno mesto ni imelo stolnice. O načrtu za izgradnjo stolnice v Madridu, posvečene Devici iz Almudene, so razpravljali že v 16. stoletju, vendar so kljub temu, da je Španija zgradila več kot 40 stolnic v mestih v novem svetu, stroški in vodenje cesarstva gradnjo madridske stolnice prelagali za nedoločen čas. Ker je Madrid imel tudi druge starejše cerkve, se je gradnja začela šele leta 1879.
Zdi se, da je bila stolnica zgrajena na mestu srednjeveške mošeje, ki je bila uničena leta 1083, ko je Alfonz VI. zasedel Madrid.
Francisco de Cubas, markiz Cubas, je zasnoval in usmerjal gradnjo v neogotskem slogu. Med špansko državljansko vojno je gradnja popolnoma zastala in projekt je bil opuščen do leta 1950, ko je Fernando Chueca Goitia prilagodil načrte de Cubasa z baročno zunanjostjo, ki se ujema s sivo in belo fasado Palacio Real, ki stoji neposredno nasproti. Stolnica je bila končana do leta 1993, ko jo je posvetil papež Janez Pavel II.
22. maja 2004 je bila v njej poroka sedanjega kralja Filipa VI. in Letizie Ortiz Rocasolano.
Neogotska notranjost je nedvomno sodobna, s kapelami in kipi sodobnih umetnikov, v heterogenih slogih, od zgodovinskih do pop art dekorja. Najsvetejša kapela ima mozaik patra Marka Ivana Rupnika iz Slovenije. Neoromanska kripta ima podobo Device iz Almudene (Virgen de la Almudena) iz 16. stoletja. Bližnja izkopavanja na Calle Mayor so odkrila ostanke mavrskega in srednjeveškega mestnega obzidja.
28. aprila 2004 je kardinal Antonio María Rouco Varela, nadškof Madrida, blagoslovil nove slike v apsidi slikarja Kika Argüella, ustanovitelja Neokatehumenske poti.